# زمین‌لرزه ۱۹۹۰ لوزون
زمین‌لرزه لوزون  در تاریخ ۱۶ ژوئیه ۱۹۹۰ میلادی، برابر با ‎۲۵ تیر ۱۳۶۹، ساعت ۷:۲۶:۳۴ به زمان یوتی‌سی در فیلیپین، منطقه لوزون رخ داد. ژرفای این زلزله ۲۳٫۸ کیلومتر بود، و بزرگی آن ۷٫۷ در مقیاس Mw اعلام شده‌است. زمین‌لرزه به وقت محلی در روز دوشنبه، ساعت ۱۵ روی داده و منطقه زمانی آن یوتی‌سی +۸ بوده‌است .
سازمان زمین‌شناسی آمریکا نیز رومرکز این زمین‌لرزه را در مختصات ۱۵°۴۰′۴۴″شمالی ۱۲۱°۱۰′۱۹″شرقی / ۱۵٫۶۷۹°شمالی ۱۲۱٫۱۷۲°شرقی و ژرفای آن را در ۲۵ کیلومتر گزارش کرده‌است. بزرگی برگزیدهٔ این سازمان از میان بزرگی‌های محاسبه‌شدهٔ مختلف ۷٫۷ در مقیاس Mw بوده و از دید اثر، در میان چهار دسته‌بندی «نامحسوس»، «محسوس»، «زیان‌آور» یا «با تلفات»، زلزله را «با تلفات» اعلام کرده‌است.رانش زمین در آن به وجود آمده‌است.روانگرایی در این زمین‌لرزه ایجاد شده‌است.
پروژهٔ «تنسور گشتاور مرکزوار» زاویه‌های (راستا، شیب، ریک) گسل سازندهٔ زمین‌لرزه و صفحه عمود بر آن را (°۲۴۳، °۸۶، °۱۷۸) یا (°۳۳۳، °۸۸، °۴) و نوع گسل را «امتدادلغز» فرارسانده‌است.
شمار کشتگان زلزله حدود ۱۶۲۱ نفر بوده‌است.تعداد زخمیان ۳۵۱۳ نفر برآورده شده‌است.